# Uwe Hauck
Uwe Hauck (* 19. November 1967 in Heilbronn/Sontheim) ist ein deutscher Autor und Referent.

## Leben
Hauck studierte von 1990 bis 1995 Computerlinguistik und Künstliche Intelligenz an der Universität Osnabrück. Er schloss das Studium mit dem Magister Artium ab und war danach bei mehreren IT-Unternehmen als Softwareentwickler tätig.
2015 bekam Hauck nach einem Suizidversuch mit Einlieferung in die geschlossene Abteilung des Klinikums am Weißenhof die Diagnosen schwere, rezidivierende Depression, generalisierte Angststörung und spezifische Phobie. Noch während seiner Aufenthalte in psychiatrischen Einrichtungen begann Hauck seine Erfahrungen unter dem Hashtag #ausderklapse zu twittern. Verschiedene Medien griffen die Aktion auf und berichteten darüber.
Im April 2018 startete Hauck gemeinsam mit Kristina Wilms eine Petition gegen das Bayerische Psychisch-Kranken-Hilfe-Gesetz (BayPsychKHG), die binnen einer Woche über 90.000 Unterschriften sammeln konnte und maßgeblich zu wesentlichen Änderungen im Gesetzestext beigetragen hat. Im Dezember 2018 veröffentlichte er als Kolumnist bei Focus Online einen Beitrag zum geplanten Terminservice- und Versorgungsgesetz (TSVG) und nahm auch in einem TV-Interview im ARD-Morgenmagazin dazu Stellung.
Am 27. November 2018 präsentierte die Stiftung Deutsche Depressionshilfe gemeinsam mit Sibylle und Uwe Hauck das Deutschlandbarometer Depression mit dem Fokus auf Angehörige.
Hauck ist im Kontext psychischer Erkrankungen und deren Entstigmatisierung im deutschsprachigen Raum als Keynote Speaker, Referent und Vortragender aktiv.
Uwe Hauck lebt heute mit Frau Sibylle und drei Kindern in Schwäbisch Hall.

## Veröffentlichungen
- Digilog – Ein Blick in die Zukunft unserer Gesellschaft (Sachbuch),  BloggingBooks 2013, ISBN 978-3-8417-7197-1
- Notizen aus Digitalien – Tagebuch aus der digitalen Zukunft (Sachbuch), BloggingBooks 2014, ISBN 978-3-8417-7240-4
- Depression abzugeben – Erfahrungen aus der Klapse (Tatsachenroman), Bastei Lübbe 2017, ISBN 978-3-404-60922-2 und als Hörbuch